# Gerard de Jode

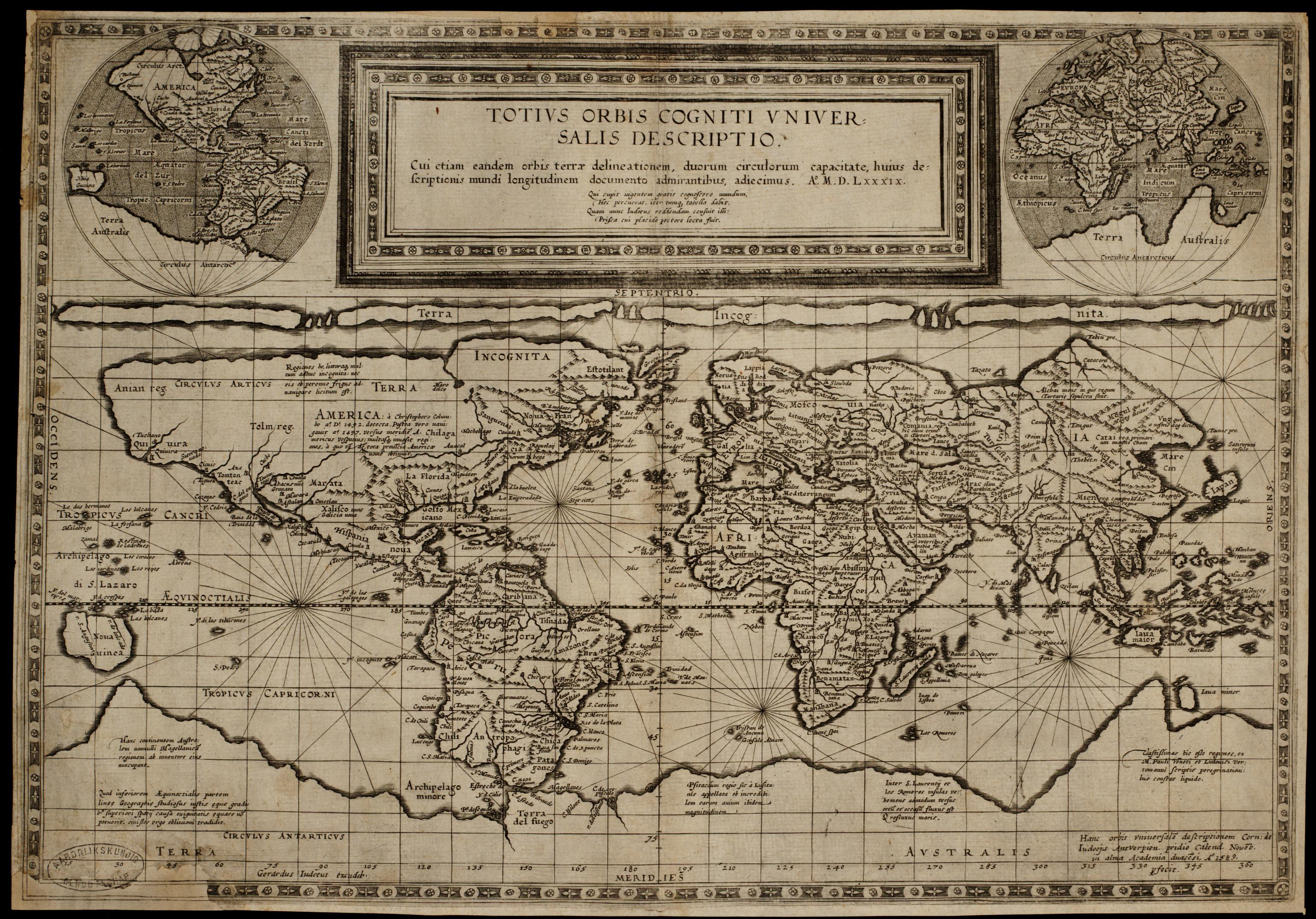
Jode világtérképe 1589-ből

Gerard de Jode (Nijmegen, 1509 – Antwerpen, 1591) flamand vésnök, térképkészítő és kiadó.

## Életpályája
Észak-Németalföldről származott. Legkésőbb 1547-ben költözött Antwerpenbe, ekkor vették fel mesterként a Szt. Lukács céhbe. Két év múlva lett antwerpeni polgár és 1551-ben engedélyt kapott nyomtatványok kiadására. Első datált kiadványa 1560-ból való.
Különféle térképsorozatokat rajzolt és adott ki, melyeket részben ő maga, részben Jan és Lucas van Doetechum metszett. Újra kiadott már létező térképeket is, mint például Giacomo Castaldi (1560) Mappa mundi című javított és újranyomott térképét, Portugália térképét (1563), Abraham Ortelius Theatrum orbis terrarum (1564) című térképét és Itália térképét (1568) Castaldi nyomán. 1573-ban több térképét Speculum orbis terrarum címmel atlasz formájában újra kiadta, melyre birodalmi és királyi engedélyt is kapott 1575-ben, illetve 1577-ben. Később többször kiadták mások is, beleértve fiát, Cornelis de Jodét is (1593).
A legkorábbi északi nyomdászok közé tartozott és Ortelius után a második legfontosabb térképkiadónak számított. Marten de Vos, Crispin van den Broeck, Hendrick Goltzius, Maarten van Heemskerck, Michelangelo, Tiziano és mások nyomán néhány történeti tárgyú metszetet is kiadott.